# Curling-Weltmeisterschaft 2006
Die Curling-Weltmeisterschaft 2006 der Männer und Frauen wurde räumlich und zeitlich getrennt ausgetragen.
Das Turnier der Männer fand vom 1. April bis 9. April in der Tsongas Arena in Lowell, Massachusetts, statt. Die Frauen trugen ihr Turnier (offiziell 2006 Ford World Women's Curling Championship genannt) vom 18. März bis 26. März in der Canada Games Arena in der kanadischen Stadt Grande Prairie, Alberta, aus.

## Turnier der Männer (in Lowell)

### Teilnehmer
| Australien | Dänemark | Deutschland |
| --- | --- | --- |
| Australia CC Skip: Hugh Millikin Third: Ricky Tasker Second: Mike Woloschuk Lead: Stephen Johns Ersatz: Ian Palangio                          | Hvidovre CC, Hvidovre Skip: Ulrik Schmidt Third: Lasse Lavrsen Second: Carsten Svensgård Lead: Joel Ostrowski Ersatz: Kenneth Jørgensen   | EC Oberstdorf, Oberstdorf Skip: Sebastian Stock Third: Daniel Herberg Second: Markus Messenzehl Lead: Patrick Hoffman Ersatz: Bernhard Mayr                       |
| Finnland | Irland | Kanada |
| Oulunkylä Curling, Helsinki Skip: Markku Uusipaavalniemi Third: Kalle Kiiskinen Second: Jani Sullanmaa Lead: Teemu Salo Ersatz: Jari Rouvinen | ? Skip: Douglas Dryburgh Third: Peter Wilson Second: Robin Gray Lead: John Kenny Ersatz: Peter J.D. Wilson                                | CC Victoria, Sainte-Foy CC Etchemin, Saint-Romuald Skip: Jean-Michel Ménard Third: François Roberge Second: Éric Sylvain Lead: Maxime Elmaleh Ersatz: Jean Gagnon |
| Japan | Norwegen | Schottland |
| ? Skip: Yoshiyuki Ōmiya Third: Makoto Tsuruga Second: Tsuyoshi Ryutaki Lead: Kazuhiko Ikawa Ersatz: Yuji Hirama                               | ? Skip: Thomas Ulsrud Third: Torger Nergård Second: Thomas Due Lead: Jan Thoresen Ersatz: Christoffer Svae                                | Lockerbie CC, Lockerbie Skip: David Murdoch Third: Ewan MacDonald Second: Warwick Smith Lead: Euan Byers Ersatz: Peter Smith                                      |
| Schweden | Schweiz | Vereinigte Staaten |
| Sundbybergs CK, Sundbyberg Skip: Nils Carlsén Third: Niklas Edin Second: Marcus Hasselborg Lead: Emanuel Allberg Ersatz: Daniel Tenn          | CC St. Galler Bär, St. Gallen Skip: Ralph Stöckli Third: Claudio Pescia Second: Pascal Sieber Lead: Simon Strübin Ersatz: Marco Battilana | Bemidji CC, Bemidji Skip: Pete Fenson Third: Shawn Rojeski Second: Joseph Polo Lead: John Shuster Ersatz: Scott Baird                                             |

### Round Robin
| Platz | Team               | Spiele | Siege | Ndlg. |
| ----- | ------------------ | ------ | ----- | ----- |
| 1.    | Schottland         | 11     | 9     | 2     |
| 2.    | Kanada             | 11     | 8     | 3     |
| 3.    | Vereinigte Staaten | 11     | 7     | 4     |
| 4.    | Norwegen           | 11     | 7     | 4     |
| 5.    | Finnland           | 11     | 6     | 5     |
|       | Schweden           | 11     | 6     | 5     |
|       | Schweiz            | 11     | 6     | 5     |
| 8.    | Australien         | 11     | 5     | 6     |
| 9.    | Dänemark           | 11     | 5     | 6     |
| 10.   | Deutschland        | 11     | 4     | 7     |
| 11.   | Japan              | 11     | 2     | 9     |
| 12.   | Irland             | 11     | 1     | 10    |

| Datum    | Zeit  | Begegnung               | Resultat |
| -------- | ----- | ----------------------- | -------- |
| 1. April | 09:00 | Australien – Schottland | 8:9      |
|          |       | Deutschland – Norwegen  | 5:6      |
|          |       | Finnland – Schweiz      | 3:10     |
|          |       | Schweden – Kanada       | 4:5      |
|          | 16:00 | Schweiz – Deutschland   | 9:4      |
|          |       | Dänemark – Japan        | 6:8      |
|          |       | USA – Irland            | 6:5      |
|          |       | Finnland – Norwegen     | 8:7      |
| 2. April | 09:00 | Kanada – Australien     | 8:9      |
|          |       | Schweden – Schottland   | 7:9      |
|          | 14:00 | Japan – USA             | 4:9      |
|          |       | Norwegen – Schweiz      | 6:7      |
|          |       | Deutschland – Finnland  | 7:4      |
|          |       | Dänemark – Irland       | 8:4      |
|          | 19:00 | Schottland – Kanada     | 7:5      |
|          |       | USA – Dänemark          | 8:5      |
|          |       | Irland – Japan          | 9:4      |
|          |       | Australien – Schweden   | 4:10     |
| 3. April | 09:00 | Schweden – Finnland     | 4:6      |
|          |       | Kanada – Deutschland    | 8:3      |
|          |       | Australien – Schweiz    | 7:6      |
|          |       | Schottland – Norwegen   | 8:9      |
|          | 14:00 | Deutschland – Irland    | 6:1      |
|          |       | Finnland – Japan        | 3:6      |
|          |       | Norwegen – USA          | 8:5      |
|          |       | Schweiz – Dänemark      | 3:9      |
|          | 19:00 | Dänemark – Australien   | 8:3      |
|          |       | USA – Schottland        | 6:4      |
|          |       | Japan – Schweden        | 3:5      |
|          |       | Irland – Kanada         | 7:8      |
| 4. April | 09:00 | Japan – Schottland      | 3:8      |
|          |       | Irland – Australien     | 4:10     |
|          |       | Dänemark – Kanada       | 6:7      |
|          |       | USA – Schweden          | 7:4      |

| Datum    | Zeit  | Begegnung                | Resultat |
| -------- | ----- | ------------------------ | -------- |
| 4. April | 14:00 | Kanada – Norwegen        | 5:4      |
|          |       | Schweden – Schweiz       | 9:8      |
|          |       | Schottland – Deutschland | 8:1      |
|          |       | Australien – Finnland    | 5:9      |
|          | 19:00 | Schweiz – USA            | 3:4      |
|          |       | Norwegen – Dänemark      | 7:5      |
|          |       | Finnland – Irland        | 9:5      |
|          |       | Deutschland – Japan      | 9:8      |
| 5. April | 09:00 | Finnland – Dänemark      | 12:3     |
|          |       | Deutschland – USA        | 1:7      |
|          |       | Schweiz – Japan          | 10:2     |
|          |       | Norwegen – Irland        | 10:1     |
|          | 14:00 | Irland – Schweden        | 3:8      |
|          |       | Japan – Kanada           | 4:7      |
|          |       | USA – Australien         | 4:5      |
|          |       | Dänemark – Schottland    | 3:7      |
|          | 19:00 | Australien – Deutschland | 4:5      |
|          |       | Schottland – Finnland    | 9:6      |
|          |       | Schweden – Norwegen      | 8:5      |
|          |       | Kanada – Schweiz         | 9:10     |
| 6. April | 09:00 | Norwegen – Japan         | 8:5      |
|          |       | Schweiz – Irland         | 8:2      |
|          |       | Deutschland – Dänemark   | 6:7      |
|          |       | Finnland – USA           | 7:5      |
|          | 14;00 | Schottland – Schweiz     | 6:2      |
|          |       | Australien – Norwegen    | 4:5      |
|          |       | Kanada – Finnland        | 6:4      |
|          |       | Schweden – Deutschland   | 8:3      |
|          | 19:00 | USA – Kanada             | 6:9      |
|          |       | Dänemark – Schweden      | 8:5      |
|          |       | Irland – Schottland      | 6:7      |
|          |       | Japan – Australien       | 7:6      |

### Playoffs
|  | Page Playoffs | Page Playoffs      | Page Playoffs |   |            | Halbfinale | Halbfinale | Halbfinale |            |   | Finale | Finale | Finale |
|  |               |                    |               |   |            |            |            |            |            |   |        |        |        |
|  | 1             | Schottland         | 2             |   |            |            |            |            |            |   |        |        |        |
|  | 2             | Kanada             | 8             |   |            |            |            |            |            | 2 | Kanada | 4      |        |
|  | 2             | Kanada             | 8             | 1 | Schottland | 6          |            |            |            | 2 | Kanada | 4      |        |
|  |               |                    |               | 1 | Schottland | 6          |            | 1          | Schottland | 7 |        |        |        |
|  |               | 3                  | Norwegen      | 4 |            |            |            | 1          | Schottland | 7 |        |        |        |
|  | 3             | 3                  | Norwegen      | 4 | Norwegen   | 8          |            |            |            |   |        |        |        |
|  | 3             |                    |               |   | Norwegen   | 8          |            |            |            |   |        |        |        |
|  | 4             | Vereinigte Staaten | 5             |   |            |            |            |            |            |   |        |        |        |

| Team       | 1 | 2 | 3 | 4 | 5 | 6 | 7 | 8 | 9 | 10 | Total |
| Schottland | 0 | 0 | 0 | 1 | 0 | 1 | X | X | X | X  | 2     |
| Kanada     | 1 | 3 | 1 | 0 | 3 | 0 | X | X | X | X  | 8     |

| Team               | 1 | 2 | 3 | 4 | 5 | 6 | 7 | 8 | 9 | 10 | Total |
| Norwegen           | 0 | 3 | 0 | 0 | 3 | 0 | 0 | 1 | 0 | 1  | 8     |
| Vereinigte Staaten | 0 | 0 | 0 | 2 | 0 | 2 | 0 | 0 | 1 | 0  | 5     |

| Team       | 1 | 2 | 3 | 4 | 5 | 6 | 7 | 8 | 9 | 10 | Total |
| Schottland | 0 | 1 | 0 | 0 | 2 | 0 | 1 | 0 | 0 | 2  | 6     |
| Norwegen   | 0 | 0 | 2 | 1 | 0 | 0 | 0 | 0 | 1 | 0  | 4     |

| Team       | 1 | 2 | 3 | 4 | 5 | 6 | 7 | 8 | 9 | 10 | Total |
| Kanada     | 0 | 1 | 0 | 1 | 0 | 2 | 0 | 0 | 0 | 0  | 4     |
| Schottland | 1 | 0 | 1 | 0 | 2 | 0 | 0 | 0 | 2 | 1  | 7     |

| Platz | Land               |
| ----- | ------------------ |
| 1     | Schottland         |
| 2     | Kanada             |
| 3     | Norwegen           |
| 4     | Vereinigte Staaten |
| 5     | Finnland           |
|       | Schweden           |
|       | Schweiz            |
| 8     | Australien         |
| 9     | Dänemark           |
| 10    | Deutschland        |
| 11    | Japan              |
| 12    | Irland             |